# Conversaciones con mamá
Conversaciones con mamá es una película de Argentina, sexto largometraje del director Santiago Carlos Oves estrenada el 15 de abril de 2004 nominada y ganadora de premios nacionales e internacionales. Pertenece a la nueva generación de cine argentino que ha trascendido fronteras con filmes como Nueve reinas, El hijo de la novia, Plata quemada, La ciénaga, La puta y la ballena y Elsa y Fred.

## Argumento
Rodada íntegramente en Buenos Aires y escrita por el propio Oves, explora la relación entre una madre y su hijo. Mamá (China Zorrilla) tiene ochenta y dos años, y su hijo Jaime (Eduardo Blanco), cincuenta. Él tiene mujer, dos hijos, casa, dos autos y una suegra que atender. Mamá se las arregla sola y sobrelleva su vejez con dignidad. Pero un día la empresa para la que trabaja Jaime lo deja en la calle por razones de ajuste. Esto lo lleva a tomar la decisión de vender un departamento en el que vive Mamá. Las conversaciones que tendrá con su madre alrededor del departamento y la aparición de un hombre, hará que las primeras decisiones sean reformuladas.  

## Temática
"Se trata de una película que pretende enaltecer las virtudes de la ancianidad, apuntando a una sociedad que por lo general ignora que en la sencillez de su sabiduría está la profundidad de la vida misma", explica Oves sobre este film, que también retrata la Argentina de los últimos tiempos, con personajes anclados en un pasado reciente del país.

## Reparto
- China Zorrilla como Mamá
- Eduardo Blanco como Jaime
- Ulises Dumont como Gregorio
- Silvina Bosco como Dorita
- Floria Bloise como Lucrecia
- Tito Mendoza como Enfermero
- Nicolás Condito como Chico
- Pascual Condito

## Premios y nominaciones
- Premio Cóndor de Plata, nominación mejor actriz para China Zorrilla 2005.
- Premio Silver St.George Mejor Actriz Festival Internacional de Moscú, China Zorrilla 2004.
- Nominación mejor director Festival Internacional de Moscú, Santiago Carlos Olves 2004.
- Nominación mejor director Festival de Málaga 2004.
- Mención especial Festival de Peñíscola, mejor director.
- Festival Latino de Los Ángeles 2004, Premio del Público.
- Festival Internacional de Cine de Montreal 2004, Premio a la Mejor Película Latinoamericana.